# Salgadinho de banana
Salgadinhos de banana (em inglês:  banana chips e banana crisps - fatia ou lasca de banana) são fatias de banana fritas ou secas, geralmente crocantes. Costumam ser feitos de variedades de banana mais firmes e amiláceas (banana-da-terra ou bananas para cozinhar), como as cultivares Saba e Nendran. Podem ser doces ou salgados e cobertos com açúcar, mel, sal ou vários temperos.
Os salgadinhos de banana são o único produto processado de banana com comércio internacional significativo. O principal exportador mundial de salgadinhos de banana são as Filipinas. A Tailândia e a Indonésia também têm mercados de exportação do produto.

## Frito
Os salgadinhos de banana fritos são geralmente produzidos a partir de fatias de banana não-maduras fritas em óleo de girassol ou óleo de coco. Essas fatias são secas (como as batatas fritas), contêm cerca de 4% de água (de mesa) e podem ser salgadas, temperadas, revestidas com açúcar ou com açúcar de confeiteiro. Às vezes, é adicionado sabor de banana. Se forem usadas bananas maduras de sobremesa, elas ficarão encharcadas, estas são usadas para sobremesas, não para frituras.

## Desidratado
Algumas variedades de salgadinhos de banana podem ser produzidas usando apenas a desidratação de alimentos. As fatias de banana que são apenas desidratadas não são amarelo-escuras e crocantes, mas sim marrons, coriáceas e mastigáveis. Elas são muito doces e têm um sabor intenso de banana. O ideal é que sejam feitas com bananas totalmente maduras. Outro tipo é feito por cozimento em um forno, embora esse processo possa não resultar no mesmo sabor intenso de banana.

## Nutrição
Os salgadinhos de banana desidratada contêm 4% de água, 58% de carboidratos, 34% de gordura e 2% de proteína. Em uma quantidade de referência de 100 gramas, os salgadinhos de banana desidratada fornecem 520 calorias e são uma fonte rica (20% ou mais do Valor Diário, DV) de magnésio (21% DV) e vitamina B6 (20% DV), com quantidades moderadas de ferro, cobre e potássio (10% a 11% DV) (tabela). Outros micronutrientes estão em quantidades insignificantes do valor diário (consulte a tabela nutricional).

## Usos e variações

### Filipinas
As Filipinas são, de longe, o principal exportador de salgadinhos de banana do mundo. Exportam abundantemente para mais de 30 países, incluindo os Estados Unidos, Canadá, União Europeia, Japão, Austrália, Coreia do Sul, China e Rússia. A receita anual das exportações de salgadinhos de banana das Filipinas foi de aproximadamente US$ 35 milhões em 2009. Há muitas variantes de salgadinhos de banana nas Filipinas, desde pratos tradicionais como pinasugbo até versões modernas revestidas com queijo em pó. Os salgadinhos de banana nas Filipinas são feitos predominantemente de saba ou banana cardava , sendo que a última é preferida para os salgadinhos de banana comerciais devido ao seu tamanho maior. Para a produção doméstica e a culinária caseira, eles são feitos diretamente pela fritura de bananas frescas fatiadas. Para os salgadinhos de banana comerciais para o mercado de exportação, o principal método de produção é por meio de desidratação osmótica seguida de fritura por imersão a 375°C em óleo de coco por 1 minuto. Os chips resultantes têm uma cor distintamente clara.

### Índia
Os salgadinhos de banana-da-terra fritos, conhecidos como nenthra-kaaya oopperi ou vazhaykka upperi ou upperi em Querala, são fritos em óleo de coco. Tanto as bananas-da-terra maduras quanto as verdes são usadas para esse tipo de preparação de salgadinho. Os salgadinhos podem ser cobertos com masala ou jagra para formar variações picantes e doces. Os salgadinhos simples de banana são chamados de pachkkaya varuthathu e kaya upperi, respectivamente; os salgadinhos doces de banana com açúcar mascavo são chamados de sharkara upperi ou sharkkara varatty. O sharkkara varatty é mais caro do que o Supperi. É parte integrante da refeição tradicional de Kerala chamada sadya servida durante casamentos e festivais, como o Onam.

### Indonésia

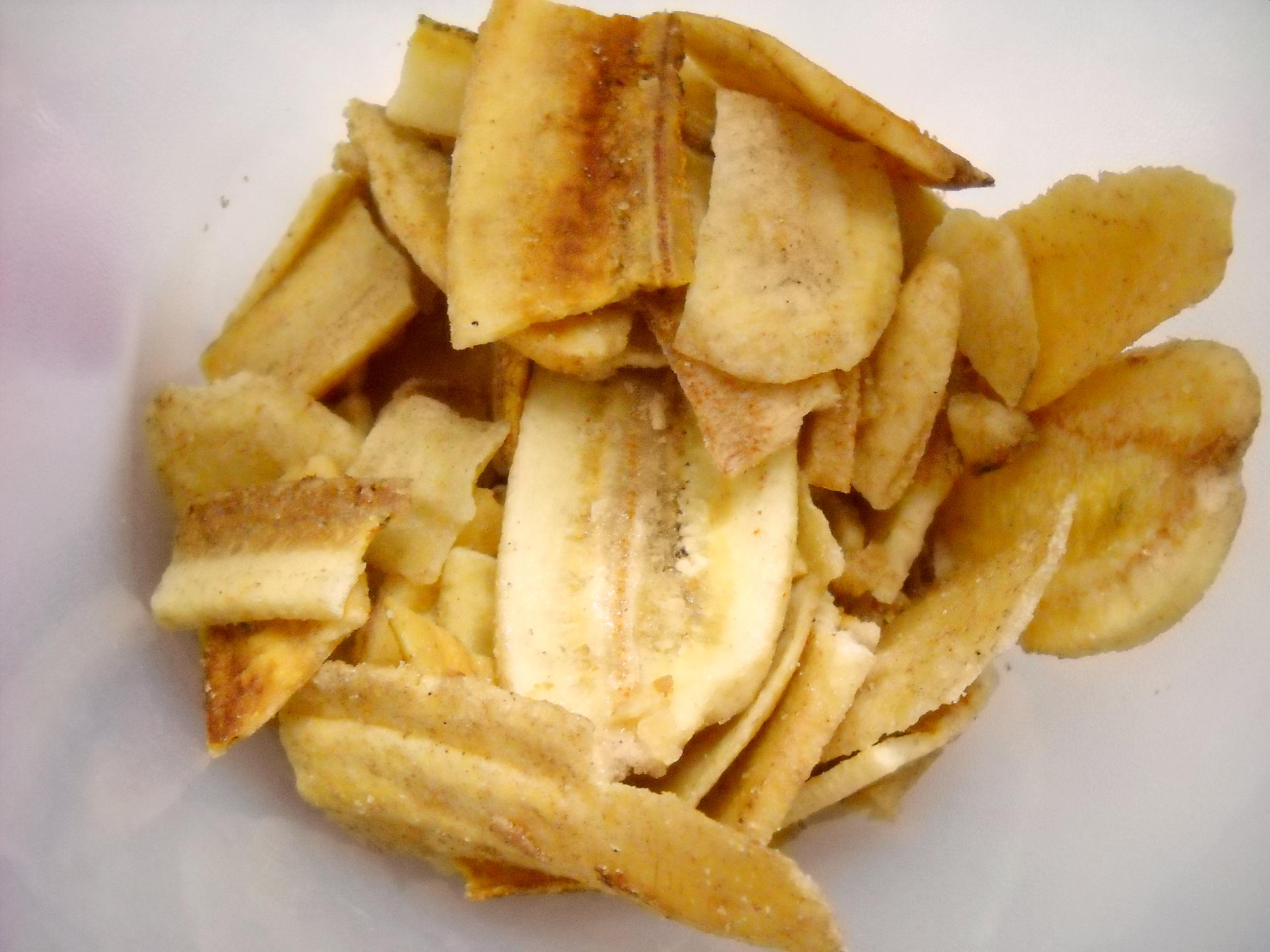
kripik pisang da Indonésia (salgadinhos de banana)

A banana é uma planta nativa do sudeste marítimo da Ásia e o povo do arquipélago desenvolveu muitos usos para ela há muito tempo, inclusive como aperitivo. Na culinária da Indonésia, os salgadinhos de banana são chamados de kripik pisang e são considerados uma variante do kripik crocante (chip ou batata frita tradicional). O Kripik pisang é um lanche crocante popular e pode ser encontrado comumente na Indonésia, embora pareça ser mais prevalente em Java e Sumatra. Nas Molucas do Norte, o popular pisang mulu bebek é um salgadinho de banana em forma de boca de pato. Ele é servido com sambal, amendoim frito e anchova frita. Em Lampung, os salgadinhos de banana são combinados com chocolate em pó chamado kripik pisang coklat.
Normalmente, as bananas-verdes são cortadas em fatias finas, embebidas em solução de limão e água salgada e fritas como salgadinhos de banana fritos. A banana não-madura é adequada para fritura devido ao seu baixo teor de água e açúcar, embora tenha alto teor de amido. O Pisang goreng é outro lanche de banana frita, embora não seja cortado em fatias finas e sirva como um lanche doce e quente.

### Américas
Os salgadinhos geralmente fazem parte de misturas de muesli e castanhas. Outros tipos, como os patacones, são salgados. Salgadinhos semelhantes, chamados de chifle, são feitos de plátanos, a família de frutas da qual as bananas são originárias. Nas culturas tropicais americanas, todas as bananas são consideradas plátanos, mas nem todos os plátanos são bananas. Esses salgadinhos de plátanos fritos também são bastante populares na parte sudeste do México, especialmente no estado de Tabasco.

## Galeria

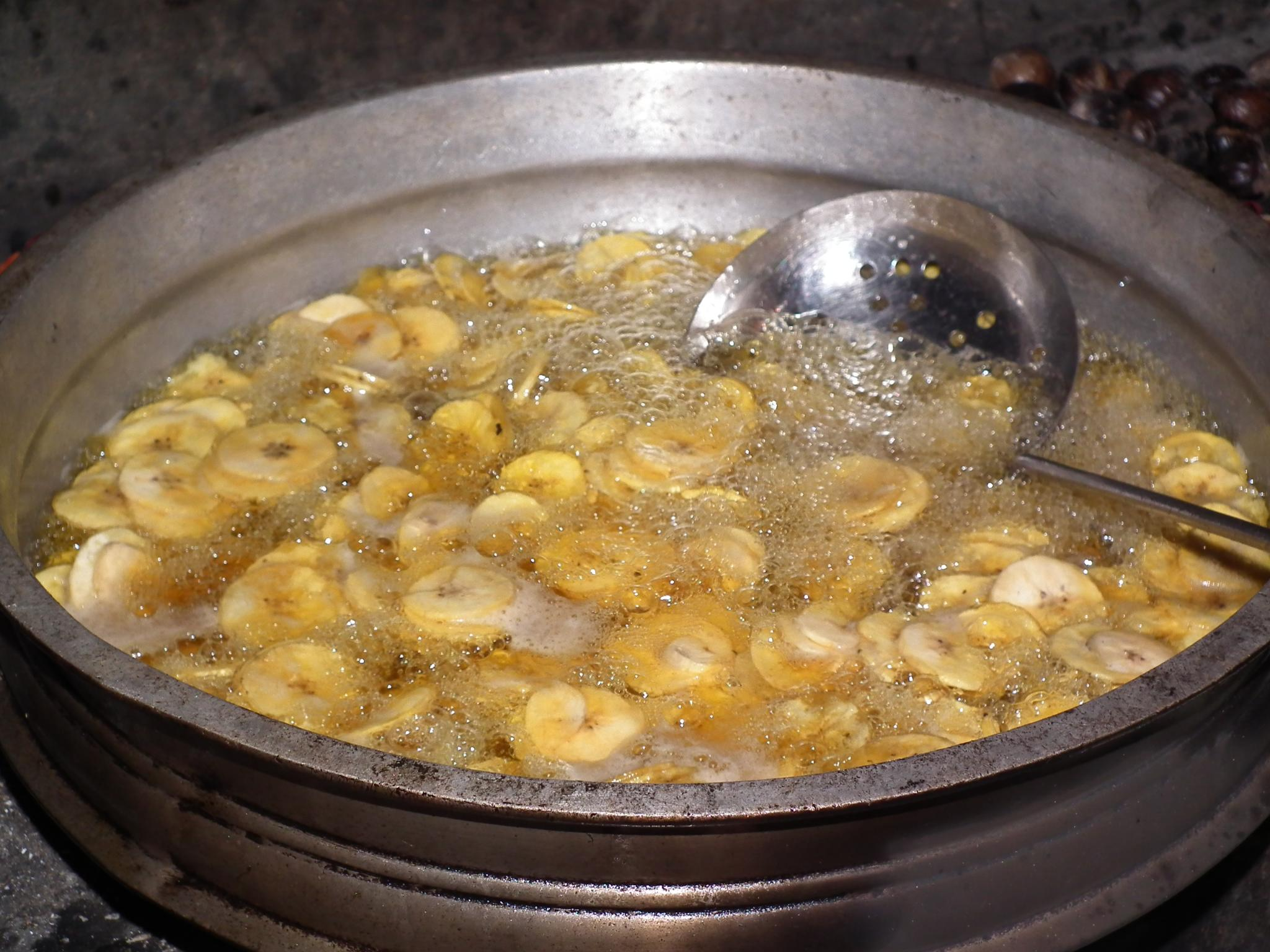
Salgadinhos de banana fritos em processo de fritura por imersão
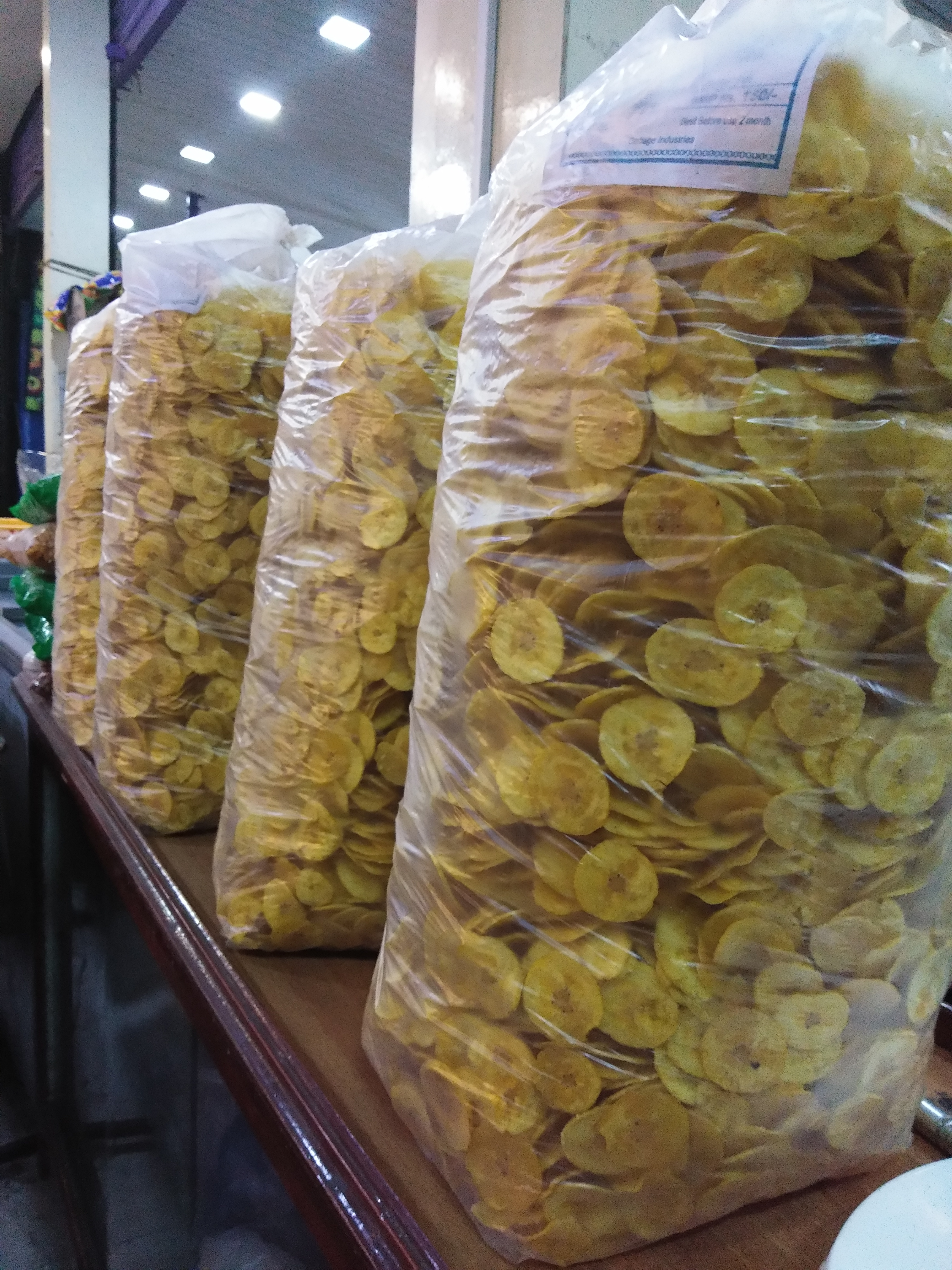
Salgadinhos de banana fritos
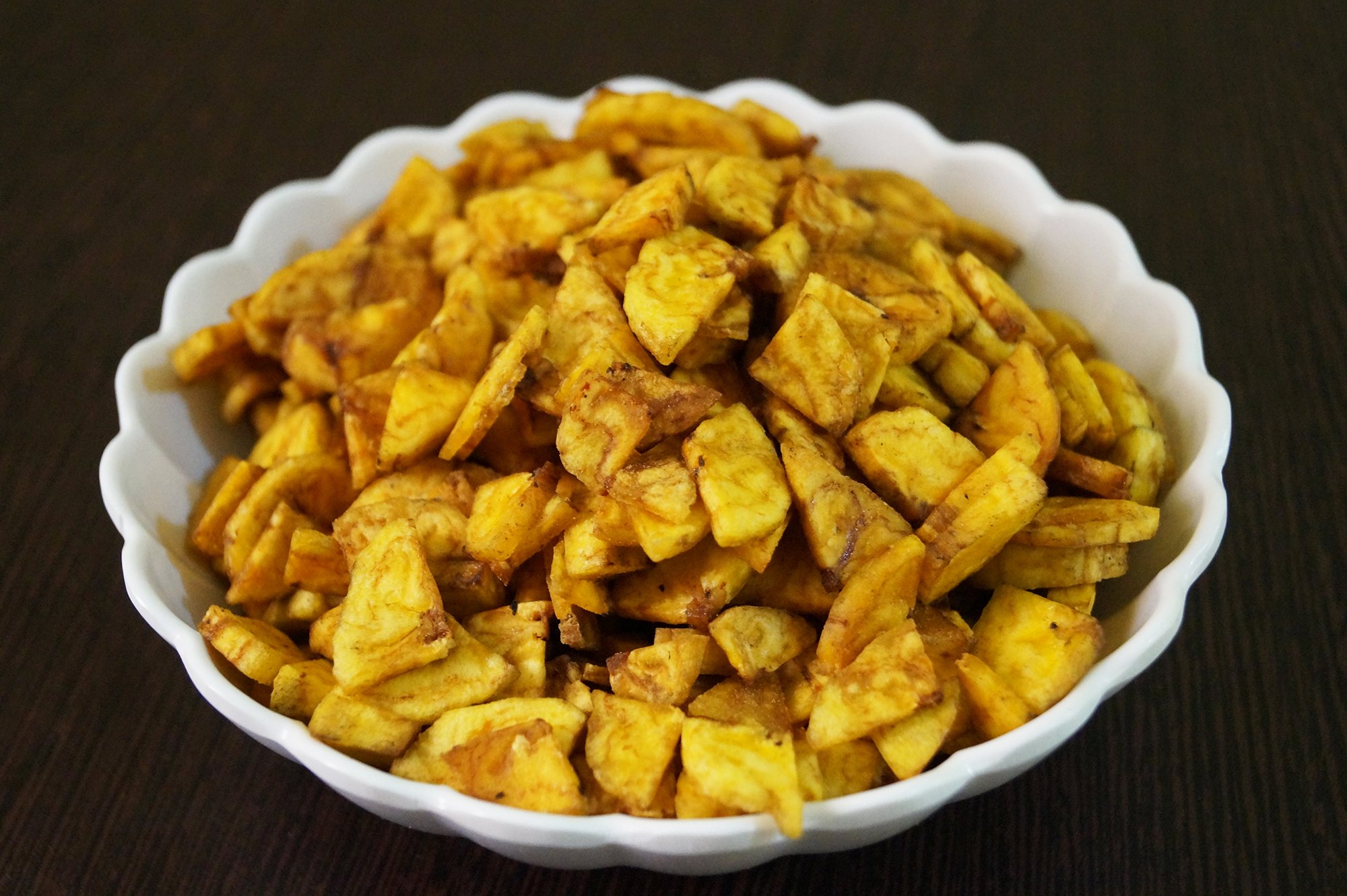
Salgadinhos de banana caseiros
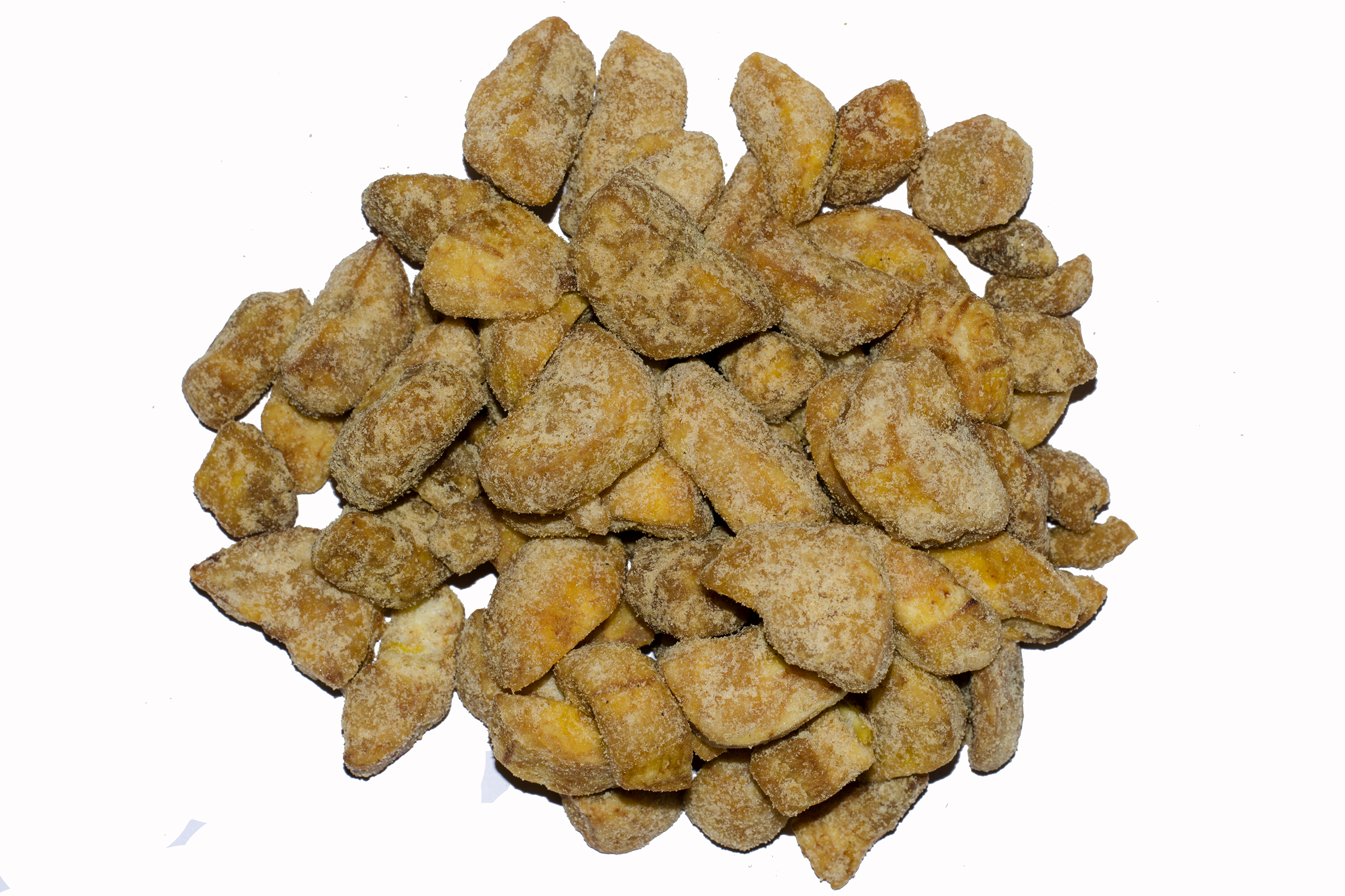
Salgadinhos de jagra
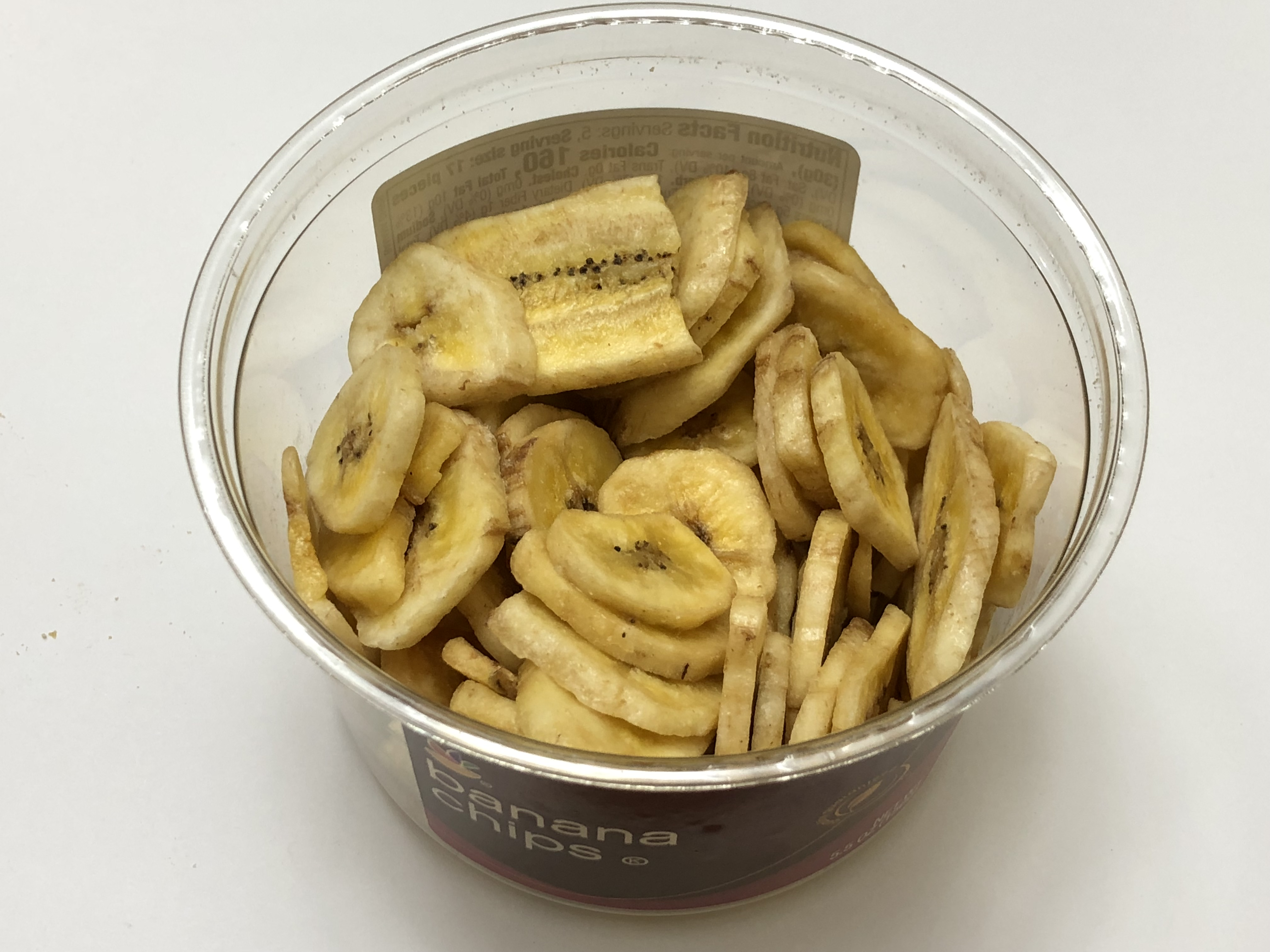
Salgadinhos de banana desidratada
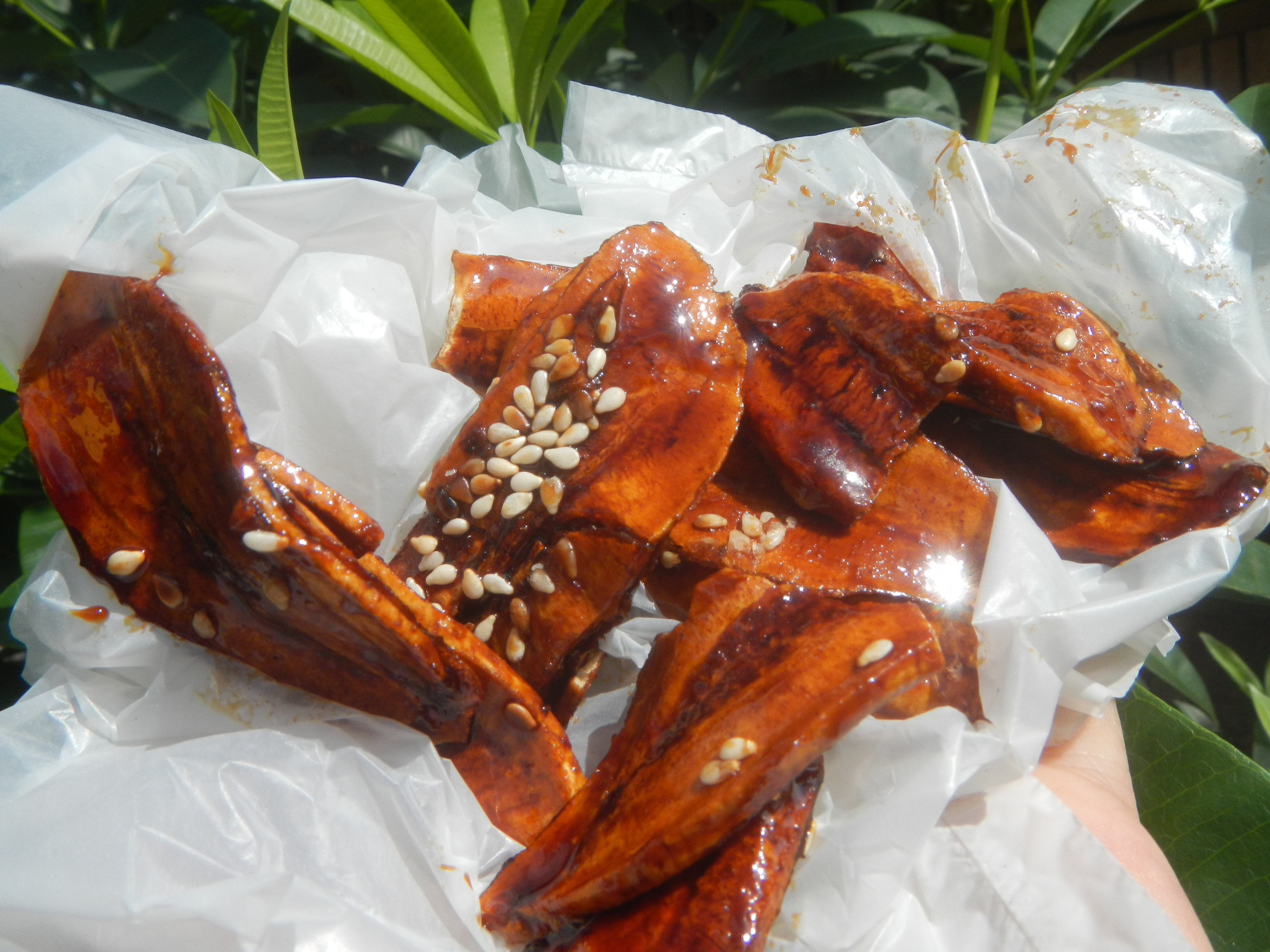
Pinasugbo, um salgadinho de banana tradicional das ilhas Vissaias ocidentais das Filipinas
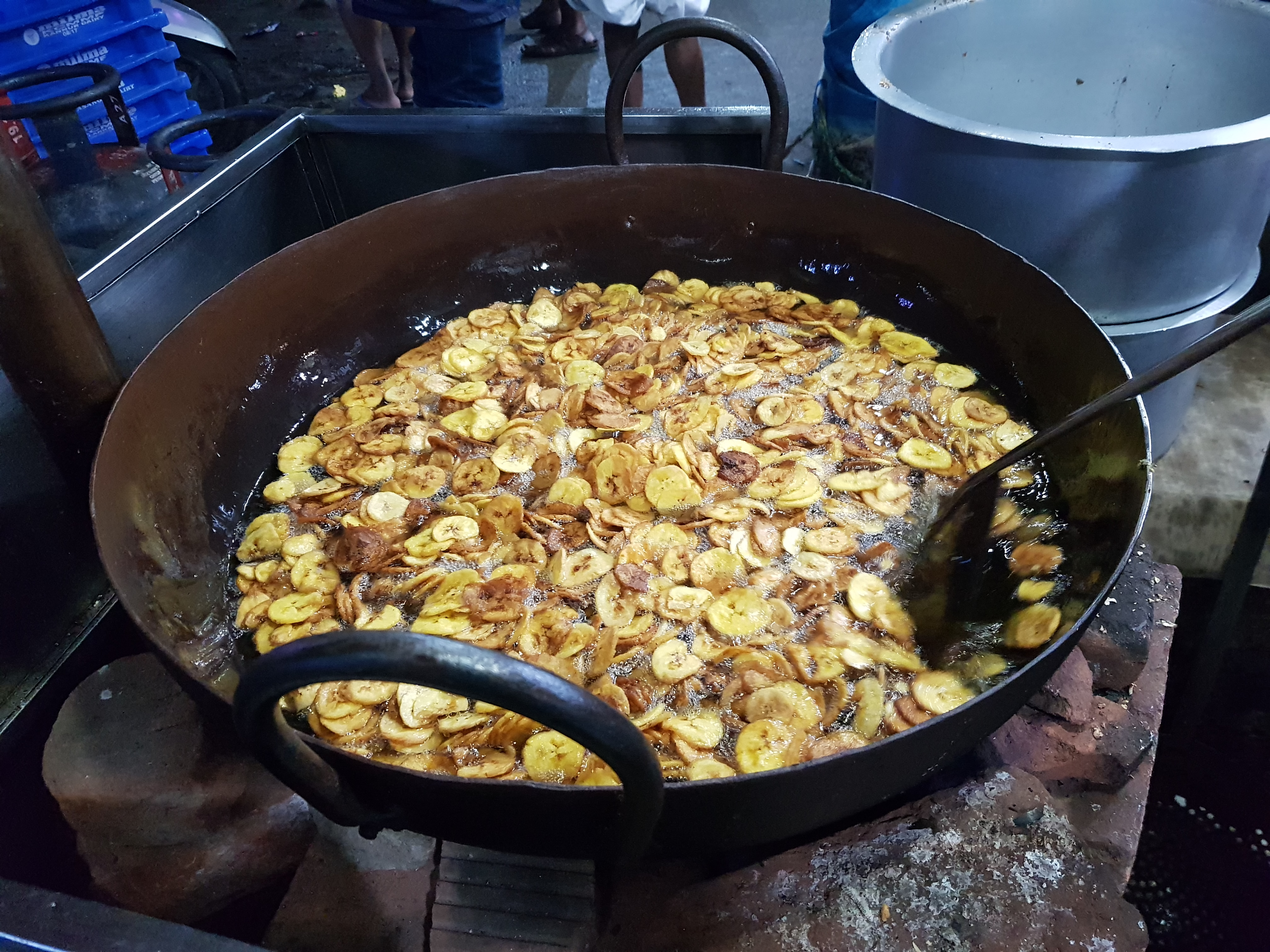
Salgadinhos de banana fritos em uma loja em Palakkad, Kerala, Índia.
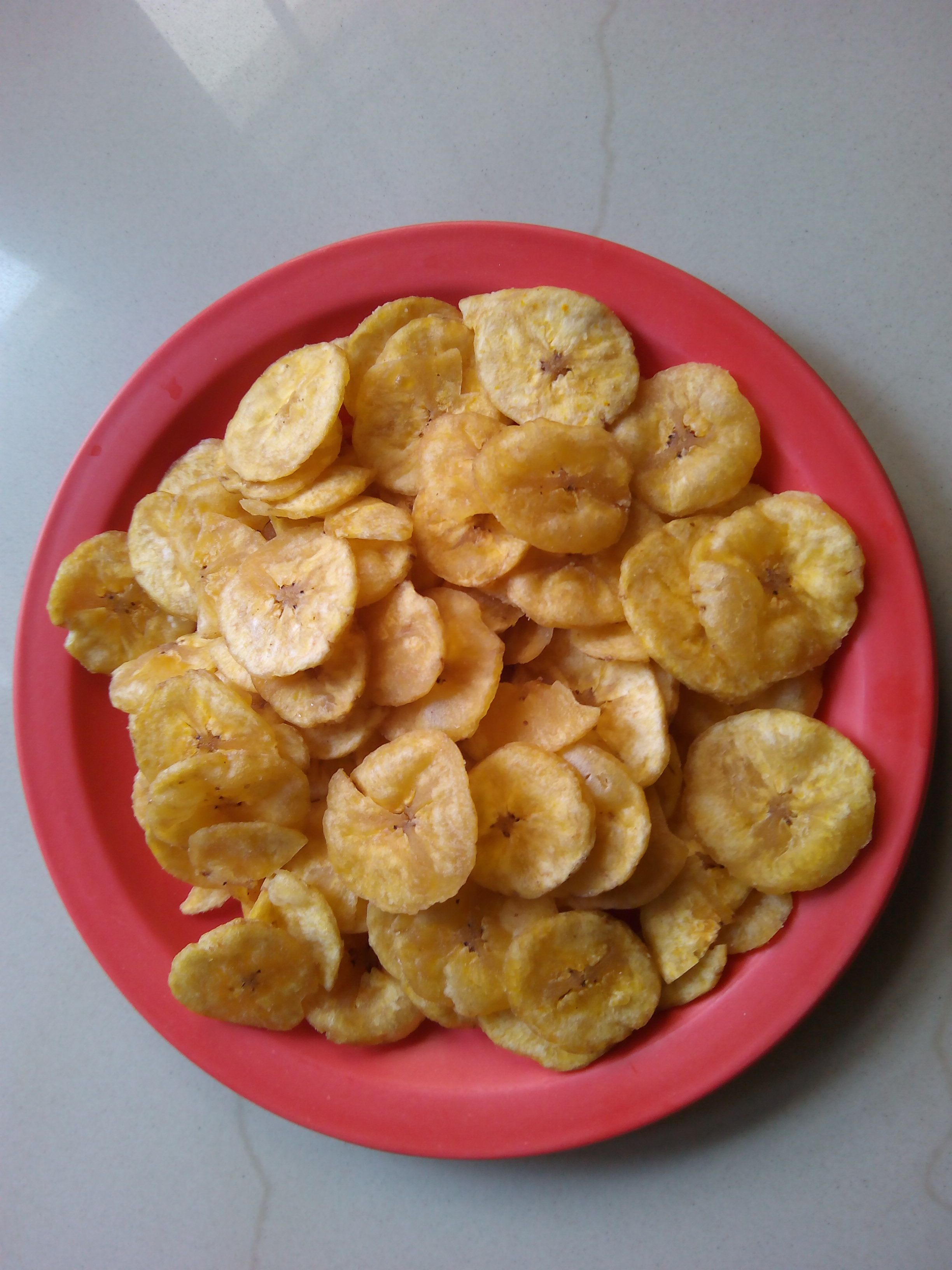
Salgadinhos de banana madura da Índia.
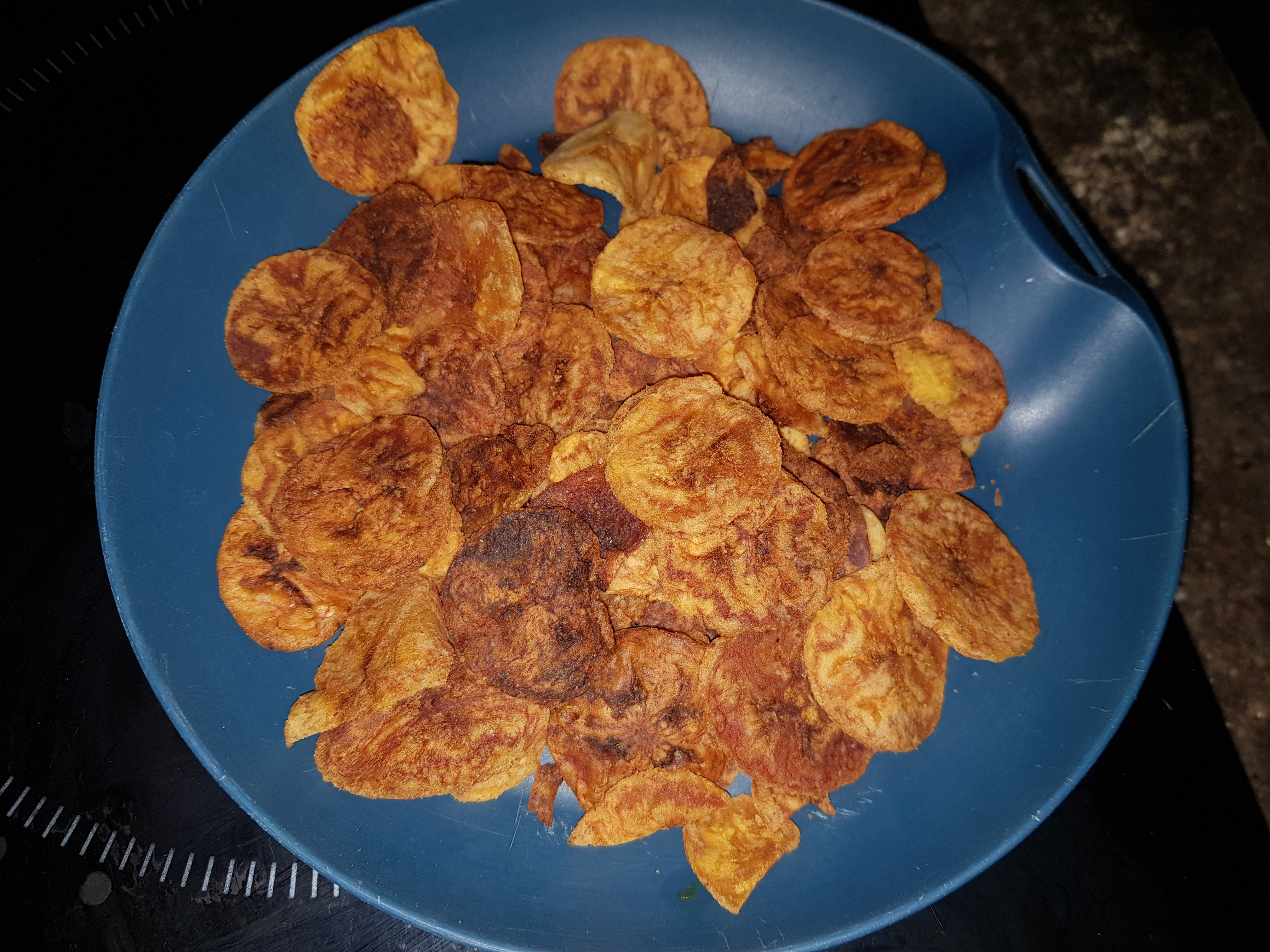
Salgadinhos de banana feitos com bananas maduras de Kerala, na Índia.